# Cesar Ramos (baseball)
Pour les articles homonymes, voir César Ramos et Ramos.
Cesar Ramos (né le 22 juin 1984 à Los Angeles, Californie, États-Unis) est un ancien lanceur gaucher de la Ligue majeure de baseball.

## Carrière

### Les débuts
Après des études secondaires à l'El Rancho High School de Pico Rivera (Californie), Cesar Ramos suit des études supérieures à l'Université d'État de Californie à Long Beach où il porte les couleurs des 49ers de Long Beach State de 2003 à 2005.  

### Padres de San Diego
Cesar Ramos est repêché le 7 juin 2005 par les Padres de San Diego au premier tour de sélection (35e choix). Il perçoit un bonus de 950 000 dollars à la signature de son premier contrat professionnel le 15 juin 2005. 
Il passe quatre saisons en Ligues mineures avant d'effectuer ses débuts en Ligue majeure le 16 septembre 2009. Il apparaît dans cinq parties en fin de saison, deux comme lanceur partant et trois comme releveur. Il subit une défaite mais réussit 10 retraits sur des prises en 14 manches et deux tiers lancées. Sa moyenne de points mérités n'est que de 3,07 durant cette courte période chez les Padres.
Ramos partage 2010 entre les mineures et les majeures. Il dispute 14 parties, toutes en relève, avec San Diego. Il ne totalise que huit manches et un tiers lancées au total, avec une moyenne de points mérités de 11,88. Il retire cependant 9 frappeurs sur des prises. En une occasion, il est débité de la défaite de son équipe.

### Rays de Tampa Bay
Le 17 décembre 2010, les Padres échangent les lanceurs Ramos, Adam Russell et Brandon Gomes, ainsi que le joueur de champ intérieur Cole Figueroa, aux Rays de Tampa Bay en retour du joueur d'arrêt-court Jason Bartlett. Ramos est employé dans 59 matchs en 2011 à Tampa Bay. Il montre une moyenne de points mérités de 3,92 en 43 manches et deux tiers au monticule.
Il évolue chez les Rays pendant 4 saisons, de 2011 à 2014. En 167 matchs de l'équipe, il remporte 5 victoires contre 9 défaites avec un sauvetage, 179 retraits sur des prises et une moyenne de points mérités de 3,66 en 223 manches et deux tiers lancées.

### Angels de Los Angeles
Le 5 novembre 2014, les Rays échangent Ramos aux Angels de Los Angeles contre le lanceur droitier des ligues mineures Mark Sappington. En 65 sorties pour les Angels en 2015, Ramos remet une brillante moyenne de points mérités de 2,75 en 52 manches et un tiers lancées.

### Rangers du Texas
Le 5 janvier 2016, Ramos rejoint les Rangers du Texas.

## Statistiques
| Saison | Équipe    | G  | GS | CG | SHO | V | D | SV | IP   | SO | ERA   |
| ------ | --------- | -- | -- | -- | --- | - | - | -- | ---- | -- | ----- |
| 2009   | San Diego | 5  | 2  | 0  | 0   | 0 | 1 | 0  | 14.2 | 10 | 3,07  |
| 2010   | San Diego | 14 | 0  | 0  | 0   | 0 | 1 | 0  | 8.1  | 9  | 11,88 |
| Totaux | Totaux    | 19 | 2  | 0  | 0   | 0 | 2 | 0  | 23.0 | 19 | 6,26  |

Note : G = Matches joués ; GS = Matches comme lanceur partant ; CG = Matches complets ; SHO = Blanchissages ; 
V = Victoires ; D = Défaites ; SV = Sauvetages ; IP = Manches lancées ; SO = Retraits sur des prises ; ERA = Moyenne de points mérités.